# Michael Nicholson
Michael Nicholson (Kalamazoo, Michigan, 1941) es un estudiante perpetuo estadounidense que recibió dos títulos de asociado, tres títulos de especialista y un doctorado, junto con 22 maestrías, incluidas las de administración de la salud y administración de educación especial. A la fecha, ha estado estudiando durante 55 años. Nicholson obtuvo títulos de una variedad de instituciones, incluidas las de Michigan, Texas, Indiana y Canadá . Su primer título fue de educación religiosa de William Tyndale College. Nicholson ha trabajado en varios puestos docentes.
Cuando se le preguntó en 2012 sobre su búsqueda, Nicholson dijo: "Simplemente me quedé en la escuela y tomé trabajos de baja categoría para pagar la educación y me propuse obtener más títulos y finalmente me jubilé para poder ir a la escuela a tiempo completo". Aceptó un trabajo como asistente de estacionamiento para obtener un descuento en la matrícula. Nicholson también dijo en 2012: "No hay que renunciar tan pronto. Hay que mantenerse al día con las aspiraciones. Mucha gente tiende a tirar la toalla y tiene que volver a ella más tarde. No renuncies a tus aspiraciones demasiado pronto.”